# Sauze d'Oulx
Sauze d'Oulx (Sauze d'Ols in piemontese, Le Saouze d'Ols in occitano; dal 1929 al 1947 Salice d'Ulzio) è un comune italiano di 1 010 abitanti della città metropolitana di Torino, in Piemonte. È situato in Val di Susa e faceva parte della comunità montana Valle Susa e Val Sangone.

## Geografia fisica
Questo centro agricolo e turistico è situato a 1509 m s.l.m. e fa parte dell'alta Valle di Susa, dove questa si allarga a formare la conca di Oulx, ed è situato sulle pendici occidentali del monte Genevris (2536 m).

## Origini del nome
Il nome sauze deriva dal latino salix, -icis, ‘salice’, come testimonia la forma Salice attestata nel 1223. Senza fondamento sarebbe l'ipotesi che sauze derivi da sauza, parola pre-indoeuropea che indica un luogo roccioso.

## Storia
La presenza di resti di insediamenti celtici dimostra che la zona era già abitata in età preromana. All'epoca del re montanaro Cozio abitavano qui i Sauvincatii, che diedero il nome alla frazione di Jouvenceaux.
Come tutta la valle, nei secoli successivi fu attraversata dagli eserciti dei Goti, dei Longobardi e dei Burgundi e anche dei Saraceni nel X secolo.
Sauze d'Oulx entrò in seguito nei territori dell'abbazia di Novalesa e poi della Prevostura di San Lorenzo di Oulx.
Dal 1000 al 1343 fece parte, come altri comuni della valle, prima del Delfinato e poi della repubblica degli Escartons. Dovette pagare l'affrancatura dal potere regio prima al Delfino e successivamente al re di Francia: per questa ragione lo stemma di Sauze, come quelli di altri paesi dell'alta Valsusa, riporta sia il delfino (appartenenza al Delfinato) sia il giglio (appartenenza alla Francia).
Fu interessata dalle guerre di religione tra cattolici e valdesi.
Con il trattato di Utrecht del 1713 passò ai Savoia insieme a tutta l'alta valle di Susa e perse così l'autonomia amministrativa.
Nel 1747 Sauze fu la sede della celebre battaglia al colle dell'Assietta, nella guerra di successione austriaca, tra francesi e piemontesi. Il generale francese Belle-Isle fu sconfitto e ucciso e venne sepolto qui.
Davanti alla chiesa di Sauze c'è l'Albero della libertà, piantato nel 1793 per celebrare la Rivoluzione francese.
Durante il fascismo, nel 1928, il suo nome fu italianizzato in Salice d'Ulzio e venne aggregata al comune di Oulx (ribattezzato dal fascismo in Ulzio), ma dopo la seconda guerra mondiale, nel 1947, ridiventò un comune autonomo e riprese il nome originario.
In occasione dei Giochi olimpici di Torino 2006, Sauze d'Oulx ha ospitato le gare di freestyle.

### Simboli
Lo stemma e il gonfalone sono stati concessi con decreto del presidente della Repubblica del 16 febbraio 1967.
Il gonfalone è un drappo trinciato di bianco e d'azzurro.

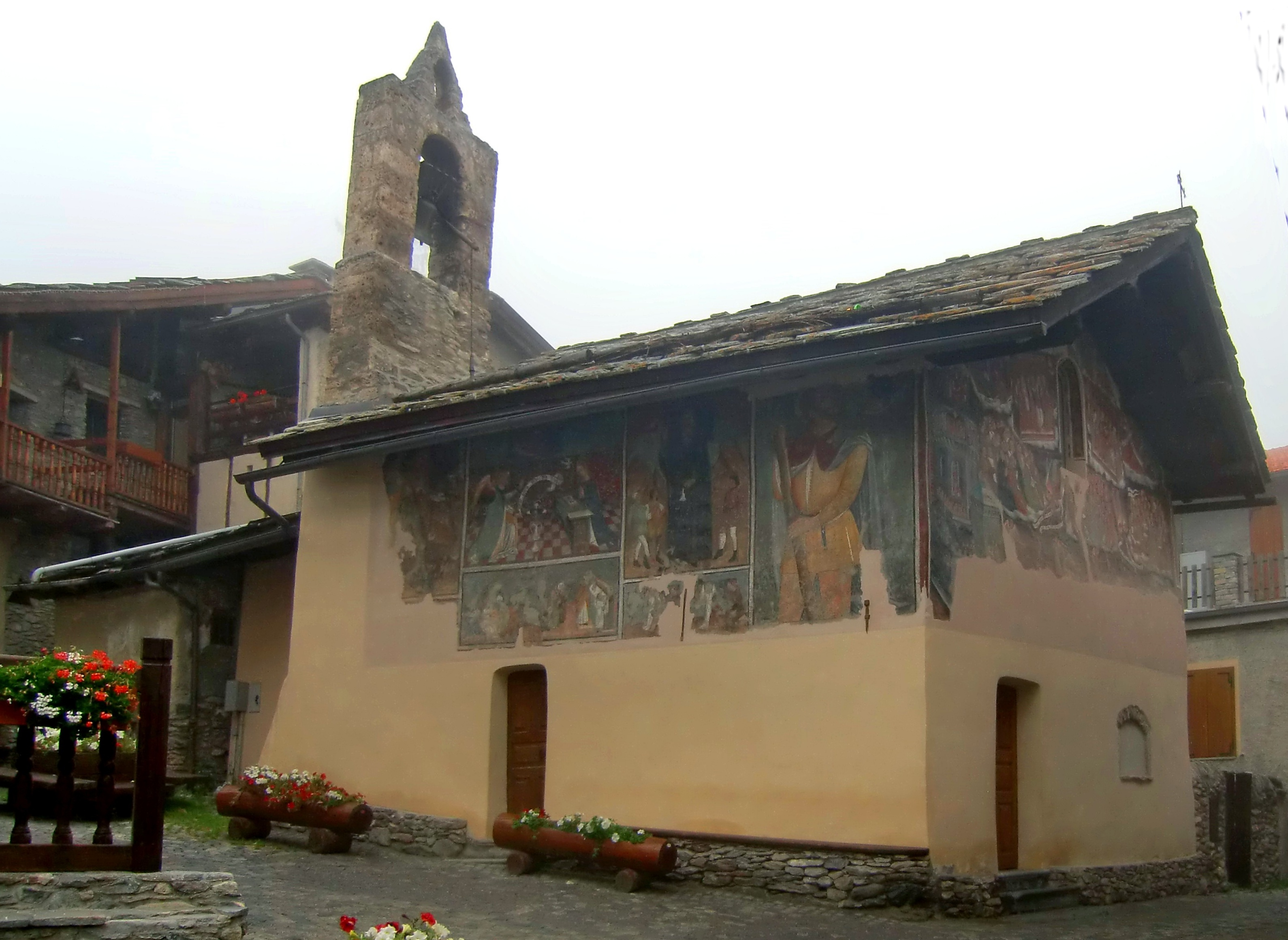
Cappella di Sant'Antonio abate (Jouvenceaux)

## Monumenti e luoghi di interesse
La chiesa parrocchiale di San Giovanni Battista è del XVI secolo, con un campanile pseudo-romanico; nell'interno conserva una vasca battesimale in pietra verde (che reca scolpito lo stemma dei Delfini di Francia) e un'ancona lignea settecentesca della scuola di Mélezet. Sul campanile si erge un'elevatissima cuspide centrale a sezione ottagonale.
Nella frazione di Jouvenceaux si trova la cappella di Sant'Antonio Abate, con affreschi del XV-XVI secolo, attribuiti alla scuola dei fratelli Serra.
Lo chalet del Lago Nero, progettato da Carlo Mollino, è considerato uno degli esempi più pregiati di architettura alpina del Novecento ed è sede di iniziative legate al Premio Grinzane Civiltà della Montagna.

## Economia

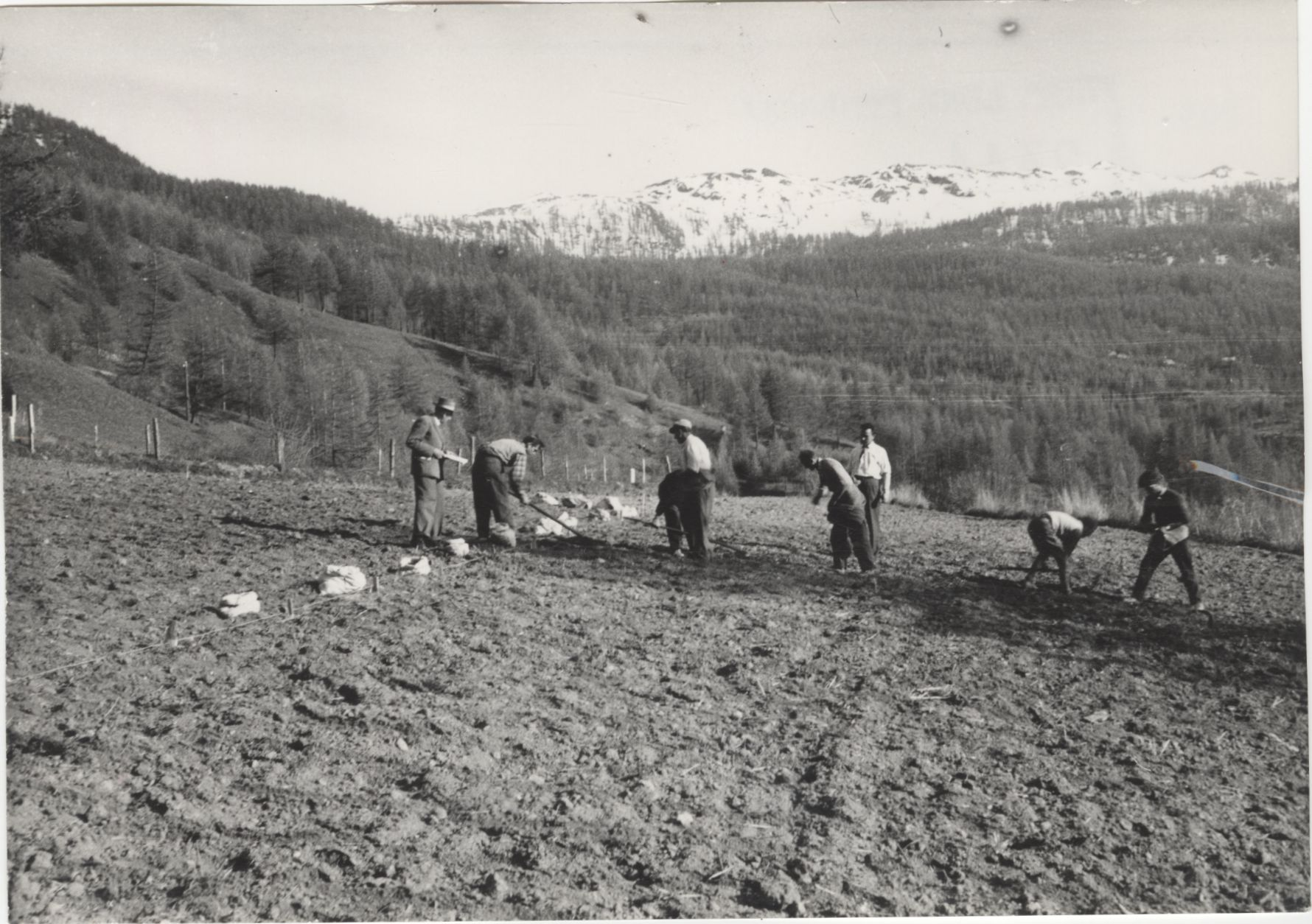
Semina di un campo di patate a Sauze d'Oulx nel 1963

La tradizionale attività di allevamento del bestiame ha dato vita a un istituto zootecnico sperimentale per l'incremento della produzione casearia.
L'economia del paese è fortemente legata al turismo invernale. Dopo Sestriere, il comprensorio di Sauze d'Oulx rappresenta per estensione il secondo polo del circuito della Via Lattea. La sua vocazione risale all'inizio del Novecento, quando lo svizzero Adolfo Kind, dopo i primi esperimenti sui monti di Giaveno, introdusse lo sci alpino nel paese. I mille abitanti diventano 35 000 nella stagione invernale, con turisti da tutta Europa. Capitale del divertimento, con i suoi locali, in Alta Val di Susa, il paese ospita una piccola comunità britannica.

## Società

### Evoluzione demografica
Abitanti censiti

### Etnie e minoranze straniere
Secondo i dati ISTAT al 31 dicembre 2009 la popolazione straniera residente era di 101 persone. Le nazionalità maggiormente rappresentate in base alla loro percentuale sul totale della popolazione residente erano:
- Regno Unito 44 3,73%
- Romania 28 2,30%

## Geografia antropica
L'abitato comprende due parti distinte: il vecchio borgo tipicamente alpino e, più in alto, la parte nuova formata da ville e alberghi. Nel territorio comunale è compresa la località di sport invernali di Sportinia (2137 m), posta su un ripiano coperto in parte da conifere sul versante settentrionale del monte Triplex (2507 m).

## Amministrazione
Di seguito è presentata una tabella relativa alle amministrazioni che si sono succedute in questo comune.
| Periodo          | Periodo          | Primo cittadino    | Partito                             | Carica      | Note  |
| ---------------- | ---------------- | ------------------ | ----------------------------------- | ----------- | ----- |
| 11 giugno 1985   | 26 giugno 1990   | Piero Gros         | lista civica                        | Sindaco     | [ 8 ] |
| 26 giugno 1990   | 15 ottobre 1990  | Giovanni Russo     |                                     | Comm. pref. | [ 8 ] |
| 15 ottobre 1990  | 20 novembre 1995 | Augusto Faure      | lista civica                        | Sindaco     | [ 8 ] |
| 20 novembre 1995 | 17 aprile 2000   | Renato Miglio      | centro                              | Sindaco     | [ 8 ] |
| 17 aprile 2000   | 5 aprile 2005    | Roberto Faure      | lista civica                        | Sindaco     | [ 8 ] |
| 5 aprile 2005    | 18 febbraio 2009 | Roberto Faure      | lista civica                        | Sindaco     | [ 8 ] |
| 18 febbraio 2009 | 8 giugno 2009    | Gianfranco Parente |                                     | Comm. pref. | [ 8 ] |
| 8 giugno 2009    | 26 maggio 2014   | Mauro Meneguzzi    | il nostro impegno fare di più       | Sindaco     | [ 8 ] |
| 26 maggio 2014   | 26 maggio 2019   | Mauro Meneguzzi    | il nostro impegno fare di più       | Sindaco     | [ 8 ] |
| 27 maggio 2019   | in carica        | Mauro Meneguzzi    | Competenza Conoscenze Comunicazione | Sindaco     | [ 8 ] |

### Altre informazioni amministrative
Il comune faceva parte della Comunità montana Valle Susa e Val Sangone.
Sauze d'Oulx ha inoltre un patto di amicizia con Edzell-Angus.